# Nekrolog 1422
Nekrolog
◄◄
| ◄
| 1418
| 1419
| 1420
| 1421
| 1422 | 1423 | 1424 | 1425 | 1426 | ► | ►►
Weitere Ereignisse | Allgemeiner Nekrolog 1422
Die Beschreibung der verstorbenen Person sollte so kurz wie möglich gehalten sein und nur deren signifikante Tätigkeit(en) enthalten.
Neue Namen ggf. auch unter dem Geburts- und Sterbedatum, also etwa unter 1. Januar und im Geburts- und Sterbejahr (2024) eintragen (nur bei entsprechender großer Wichtigkeit). Für Beispiele siehe die schon vorhandenen Artikel.
Außerdem über die fünf zuletzt Verstorbenen, zu denen es einen ausreichend guten Artikel für eine Präsentation auf der Hauptseite gibt, nach der todesbedingten Überarbeitung der Artikel ggf. auch unter Wikipedia Diskussion:Hauptseite informieren und sie am besten auch in den anderen Wikipedia-Sprachversionen eintragen. Tipp: Regelmäßig bei news.google.de nach „ist tot“, „gestorben“ oder „verstorben“ suchen.
Wenn eine Person gestorben ist, gibt es viele Seiten zu dieser Person in der Wikipedia, die davon auch betroffen sind und entsprechend aktualisiert werden müssen. Beispiele: Namenübersichtsseite, Geburtsjahr, Geburtsort-Seiten und viele mehr.
Wie finde ich die betroffenen Seiten?
Im Suchfeld auf der linken Seite gibt man den Suchbegriff so ein: „Vorname Nachname“. Dann klickt man auf Volltext und alle Seiten mit entsprechendem Suchtext werden aufgerufen. Hier sieht man dann schnell, wo auch das Todesjahr Sinn macht oder sogar ein Teil des Artikels angepasst werden muss. Auch hilft das „Werkzeug“ auf der linken Seite sehr gut, um solche Seiten aufzufinden: „Links auf diese Seite“. Somit ist die Wikipedia wieder aktuell in allen Bereichen! Hinweis: bei Eintragung der Kategorie „Gestorben JAHR“ wird der Missbrauchsfilter 49 ausgelöst, was jedoch nicht schlimm ist. Siehe: Spezial:Missbrauchsfilter/49
Dies ist eine Liste von im Jahr 1422 verstorbenen bekannten Persönlichkeiten. Die Einträge erfolgen innerhalb der einzelnen Daten alphabetisch sortiert. Tiere sind im Nekrolog für Tiere zu finden.

## März
| Tag      | Name                                | Beruf, bekannt als                        | Alter | Beleg |
| -------- | ----------------------------------- | ----------------------------------------- | ----- | ----- |
| 9. März  | Jan Želivský                        | tschechischer Hussitenführer und Priester |       |       |
| 13. März | John Clifford, 7. Baron de Clifford | englischer Adliger                        |       |       |

## Mai
| Tag     | Name                 | Beruf, bekannt als    | Alter | Beleg |
| ------- | -------------------- | --------------------- | ----- | ----- |
| 4. Mai  | Marina Gallina       | Dogaressa von Venedig |       |       |
| 15. Mai | Gerhard II. von Goch | Bischof von Naumburg  |       |       |

## Juni
| Tag      | Name           | Beruf, bekannt als                               | Alter | Beleg |
| -------- | -------------- | ------------------------------------------------ | ----- | ----- |
| 11. Juni | Nikolaus Faber | erster Abt der späteren Reichsabtei Ochsenhausen |       |       |

## Juli
| Tag     | Name               | Beruf, bekannt als   | Alter | Beleg |
| ------- | ------------------ | -------------------- | ----- | ----- |
| 8. Juli | Michelle de Valois | Herzogin von Burgund | 27    |       |

## August
| Tag        | Name              | Beruf, bekannt als                   | Alter | Beleg |
| ---------- | ----------------- | ------------------------------------ | ----- | ----- |
| 26. August | Taddeo di Bartolo | italienischer Maler und Freskenmaler |       |       |
| 31. August | Heinrich V.       | König von England                    | 35    |       |

## September
| Tag           | Name             | Beruf, bekannt als     | Alter | Beleg |
| ------------- | ---------------- | ---------------------- | ----- | ----- |
| 17. September | Alamanno Adimari | italienischer Kardinal |       |       |

## Oktober
| Tag         | Name       | Beruf, bekannt als                | Alter | Beleg |
| ----------- | ---------- | --------------------------------- | ----- | ----- |
| 16. Oktober | Johann IV. | Herzog zu Mecklenburg (1384–1395) |       |       |
| 21. Oktober | Karl VI.   | König von Frankreich (1380–1422)  | 53    |       |

## November
| Tag          | Name          | Beruf, bekannt als              | Alter | Beleg |
| ------------ | ------------- | ------------------------------- | ----- | ----- |
| 12. November | Albrecht III. | Kurfürst von Sachsen-Wittenberg |       |       |

## Dezember
| Tag          | Name           | Beruf, bekannt als | Alter | Beleg |
| ------------ | -------------- | --- | ----- | ----- |
| 2. Dezember  | Mikołaj Trąba  | polnischer römisch-katholischer Erzbischof                                                                                                 |       |       |
| 21. Dezember | Engelmar Chrel | österreichischer Geistlicher, zunächst Koadjutor, dann Bischof von Chiemsee, Offizial und Generalvikar des Erzbistums Salzburg (1398–1399) |       |       |

## Datum unbekannt
| Tag | Name                              | Beruf, bekannt als                                                                 | Alter | Beleg |
| --- | --------------------------------- | ---------------------------------------------------------------------------------- | ----- | ----- |
|     | Friedrich III. von Hertingshausen | hessischer Ritter                                                                  |       |       |
|     | Johann Brömser von Rüdesheim      | Vizedom des Rheingaus                                                              |       |       |
|     | Gadifer de la Salle               | französischer Soldat                                                               |       |       |
|     | Tidemann Morkerke                 | Ratsherr der Hansestadt Lübeck                                                     |       |       |
|     | Reinprecht II. von Walsee         | Erbtruchsess von Steiermark, Hauptmann ob der Enns, Hofmeister Herzog Albrechts V. |       |       |
|     | Taejong                           | koreanischer König                                                                 |       |       |